# Вуткань
Вуткань, Вуткані (рум. Vutcani) — село у повіті Васлуй в Румунії. Адміністративний центр комуни Вуткань.
Село розташоване на відстані 267 км на північний схід від Бухареста, 25 км на південний схід від Васлуя, 81 км на південь від Ясс, 115 км на північ від Галаца.

## Населення
За даними перепису населення 2002 року у селі проживали 1780 осіб, з них 1778 осіб (99,9%) румунів. Рідною мовою 1779 осіб (99,9%) назвали румунську.